# Chiwa Saitō
Chiwa Saitō  (斎藤 千和?, Saitō Chiwa), nota anche con lo pseudonimo di ChiwaChiwa (Prefettura di Saitama, 12 marzo 1981), è una doppiatrice giapponese.
Saitō è impiegata della I'm Enterprise e fa parte della coppia di doppiatori "coopee", insieme a Natsuko Kuwatani. Nell'arco "Divine Design" dei CD drammatici Getbackers, fa solo la voce da combattimento (quando combatte) di un personaggio già doppiato da Natsuko Kuwatani.
È membro della squadra di doppiaggio "MORE PEACH SUMMER SNOW", a fianco di Haruna Ikezawa, Mamiko Noto e Ryo Hirohashi. Il gruppo cominciò come "MORE PEACH SUMMER", con Ikezawa, Saitō, Noto e Hirohashi; tutti e quattro, personaggi sonori dell'anime Keroro. Il nome del quartetto deriva dal nome del gruppo dell'anime Keroro: Angol Mois (Noto), Momoka Nishizawa (Ikezawa), Natsumi Hinata (Saito) e Koyuki Azumaya (Hirohashi).

## Vita privata
Il 29 luglio del 2013, Chiwa ha annunciato di essersi sposata, annunciando poi, nell'ottobre del 2015, di aver dato alla luce la sua prima figlia.

## Filmografia

### Serie TV
1998
- Lo stregone Orphen, "Remi" (ep. 2x01)[10]

2001
- Kokoro Library, "Kokoro"

2002
- Panyo Panyo Di Gi Charat, "Principessa Mermaid"

2003
- R.O.D -The TV-, "Anita King"
- Inuyasha, "Village Maiden 2 (ep. 129)"
- Kino's Journey, "Figlia (ep. 3)"
- Popotan, "Magical Girl Lilo-chan (ep. 3)"
- Bobobo-bo Bo-bobo, "Usa-chan il coniglio"
- Mermaid Melody: Pichi Pichi Pitch, "Studentessa (ep. 37)" e "Ragazza (ep. 22)"
- Wandaba Style, "Ayame Akimo"
- Last Exile, "Lavie Head"

2004
- Uta∽Kata, "Yuka (ep. 4)"
- Girls Bravo, "Kirie Kojima"
- Gakuen Alice, "Sumire Shoda & Yoichi Hijiri"
- Keroro, "Natsumi Hinata"
- Samurai 7, "Komachi Mikumari"
- Desert Punk, "Kosuna"
- Tsukuyomi: Moon Phase, "Hazuki/Luna"
- DearS, "Neneko Izumi"
- Ninja Nonsense, "Midori (ep. 2)"
- Maria Watches Over Us, "Mami Yamaguchi"
- Maria Watches Over Us Season 2: Printemps, "Mami Yamaguchi"
- Midori Days, "Seiji Sawamura (giovane)"

2005
- Aria the Animation, "Aika S. Granzchesta" e "Asuna (ep. 12)"
- The Law of Ueki, "Tenko (piccolo)"
- Girls Bravo Second Season, "Kirie Kojima"
- Gaiking, "Telmina"
- Kamichu!, "Tama"
- GUNxSWORD, "Melissa"
- Ginban Kaleidoscope, "Yohko Sakurano"
- Best Student Council, "Kaori Izumi"
- Hell Girl, "Haruka Yasuda (ep. 6)"
- Zettai Shonen, "Miku Miyama"
- Pani Poni Dash!, "Rebecca "Becky"
- PetoPeto-san, "Chie Oohashi"
- One Piece, "Chimney"

2006
- Aria The Natural, "Aika S. Granzchesta"
- Fairy Musketeers, "Cane"
- Canvas 2: Niji Iro no Sketch, "Ragazza (ep. 22)"
- Kirarin Revolution, "Aoi Kirisawa"
- Gintama, "Kuriko Matsudaira"
- Ballad of a Shinigami, "Mai Makihara"
- Strawberry Panic!, "Chiyo Tsukidate"
- 009-1, "Freya (ep. 4)"
- Chocotto Sister, "Eriko Odawara"
- Demashitaa!Powerpuff Girls Z, "Kuriko Akatsutsumi"
- Tokimeki Memorial ~Only Love~, "Ragazza Store"
- Nishi no Yoki Majo Astraea Testament, "Adel Roland"
- Pumpkin Scissors, "Septieme Rodelia (ep. 13)"
- Blood+, "Lulu"
- Disgaea, "Jennifer"
- Yoshinaga-san'chi no Gargoyle, "Futaba Yoshinaga"
- Wan Wan Serebu Soreyuke!Tetsunoshin, "Meg"

2007
- Mobile Suit Gundam 00, "Louise Halevy"
- Shining Tears X Wind, "Houmei"
- Zombie-Loan, "Yuuta"
- Baccano!, "Carol"
- Hitohira, "Minoru Yamaguchi" e "Presidente del consiglio studentesco"
- Magical Girl Lyrical Nanoha StrikerS, "Subaru Nakajima"
- Mokke, "Kazama"
- Romeo × Juliet, "Regan"

2008
- Aria the Origination, "Aika S. Granzchesta"
- Allison & Lillia, "Merielle"
- Kaiba, "Chronico"
- Kanokon, "Akane Asahina"
- Mobile Suit Gundam 00 Second Season, "Louise Halevy"
- Linebarrels of Iron, "Rachel Calvin"
- Gegege no Kitarō, "Kumi (ep. 67)"
- Kemeko Deluxe!, "Kemeko"
- Zoku Sayonara Zetsubō Sensei , "Meru Otonashi (ep. 6)"
- Strike Witches, "Francesca Lucchini"
- Soul Eater, "Kim Diehl"
- The Tower of Druaga: The Aegis of Uruk, "Mite (ep. 12)"
- Bamboo Blade, "Shinobu Toyama (ep. 26)"
- Hidamari Sketch × 365, "Chocolat (ep. 8)"
- Pocket Monsters: Diamond & Pearl, " Taisei (ep. 80)"
- xxxHOLiC: Kei, "Studentessa (ep. 10)"
- Rosario + Vampire Capu2, "Kokoa Shuzen"

2009
- Kobato., "Kohaku"
- Sasameki Koto, "Miyako Taema"
- 07-Ghost, "Kuroyuri"
- Tegami Bachi: Letter Bee, "Sonja (ep. 12)"
- The Tower of Druaga: the Sword of Uruk, "Mite the Matto"
- Bakemonogatari, "Hitagi Senjougahara"
- Maria Watches Over Us 4th Season, "Mami Yamaguchi"
- One Piece, "Boa Sandersonia"

2010
- Arakawa Under the Bridge, "Kou "Riku" Ichinomiya (giovane)" e "Stella"
- Arakawa Under the Bridge × Bridge, "Stella"
- Ikki Tousen: Xtreme Xecutor, "Shikou Soujin"
- InuYasha: The Final Act, "Miroku (giovane)"
- Star Driver, "Mami Yano"
- Strike Witches 2, "Francesca Lucchini"
- Dance in the Vampire Bund, "Yuki Saegusa"
- Hanamaru Kindergarten, "Mayumi"
- Pocket Monsters: Diamond & Pearl, "Nobuko"
- Mitsudomoe, "Miku Sugisaki"

2011
- Astarotte's Toy, "Ingrid "Ini" Sorveig Sorgríms"
- Mobile Suit Gundam AGE, "Riria (ep. 6-8)"
- Horizon in the Middle of Nowhere, "Kimi Aoi"
- Gintama', "Kuriko Matsudaira"
- C3, "Sovereignty"
- Tamayura - Hitotose, "Shimako Tobita (ep. 7-9)"
- Phi-Brain - Puzzle of God, "Maze" e "Kaito Daimon (giovane)"
- Puella Magi Madoka Magica, "Homura Akemi"
- Mitsudomoe Zōryōchū!, "Miku Sugisaki"
- Last Exile: Fam, The Silver Wing, "Teddy"
- Saki: Achiga-hen episode of Side-A - Awai Oohoshi

2012
- Horizon in the Middle of Nowhere II, "Kimi Aoi"
- Kuroko's Basketball, "Riko Aida"
- Gon, "Ani"
- Shining Hearts, "Xiao Mei"
- Jewelpet Kira Deco—!, "Eclan"
- Sword Art Online, "Alicia Rue"
- Daily Lives of High School Boys, "Ikushima"
- Natsuiro Kiseki, "Ishida"
- Nisemonogatari, "Hitagi Senjōgahara"
- YuruYuri, "Nadeshiko Ōmuro"
- Last Exile: Fam, The Silver Wing, "Anand (ep. 12-13)", "Emma (ep. 18)", "Lavie Head (ep. 15.5-21)" e "Luscinia (15 anni; ep. 11)"

2013
- Dog & Scissors, "Sara Moribe"
- Infinite Stratos 2, "Tatenashi Sarashiki"
- Gundam Build Fighters, "Caroline Yajima"
- Kyousogiga, "Dottor Shōko" e "Yakushimaru (giovane)"
- Silver Spoon, "Madre di Tamako (ep. 7)"
- Sasami-san@Ganbaranai, "Tsurugi Yagami"
- Stella Women's Academy, High School Division Class C3, "Honoka Mutsu"
- Tamagotchi!Miracle Friends, "Miraitchi"[11]
- Danganronpa: The Animation, "Aoi Asahina"
- Namiuchigiwa no Muromi-san, "Yeti"
- Phi Brain - Kami no Puzzle, "Kaito Daimon (giovane)"
- Photo Kano, "Nonoka Masaki"
- Blood Lad, "Mamejirō"
- BlazBlue Alter Memory, "Taokaka"
- Maoyū Maō Yūsha, "Head Maid"
- Monogatari Series Second Season, "Hitagi Senjōgahara"
- Problem Children Are Coming from Another World, Aren't They?, "Pest"
- One Piece Episode of Merry: Mō Hitori no Nakama no Monogatari, "Chimney"

2014
- Akatsuki no Yona, "Yona"
- Gugure!Kokkuri-san, "Inugami (Femmina)"
- keroro, "Natsumi Hinata"
- Seitokai Yakuindomo*, "Uomi"
- World Conquest Zvezda Plot, "Madre di Natasha (ep. 4)"
- Soul Eater Not!, "Kim Diehl"
- Tsukimonogatari, "Hitagi Senjōgahara"
- D-Frag!, "Chitose Karasuyama"
- No-Rin, "Natsumi Bekki"
- Nobunagun, "Geronimo"
- Chaika - The Coffin Princess, "Frederica"
- Chaika - The Coffin Princess Avenging Battle, "Frederica"
- Nōrin, "Natsumi Bekki"[12]
- Fate/kaleid liner Prisma Illya 2wei!, "Chloe Von Einzbern"[13]
- Broken Blade, "Sigyn Erster"
- The Irregular at Magic High School, "Maya Yotsuba"
- Log Horizon, "Nureha"

2015
- Tantei Kageki Milky Holmes TD, "Setsuko Yasubashi (ep. 4)"
- Fate/kaleid liner Prisma Illya 2wei Herz!, "Chloe Von Einzbern"
- Magical Girl Lyrical Nanoha ViVid, "Nove Nakajima"
- Snow White with the Red Hair, "Kihal Toghrul"
- Aria the Scarlet Ammo AA, "Tō Sumitsu"
- Owarimonogatari, "Hitagi Senjōgahara"
- YuruYuri San Hai!, "Nadeshiko Ōmuro"

2016
- Rewrite, "Kotori Kanbe"
- Fate/kaleid liner Prisma Illya 3rei!!, "Chloe von Einzbern"
- Danganronpa 3: The End of Kibōgamine Gakuen, "Aoi Asahina"[14]
- The Great Passage, "Remi Miyoshi"
- Vivid Strike!, "Nove Nakajima"

2017
- Hōseki no Kuni, "Ventricosus"

2018
- Senran Kagura Shinovi Master, "Imu"

2023
- Handyman Saitou in Another World, Rahvella[15]

2024
- Wonderful Pretty Cure!, "Sumire Nekoyashiki", "Volpe Kirarin"

### Tokusatsu
2008
- Tomica Hero: Rescue Force, "Maen (ep. 28-49)" e "Voce del comandante oscuro"
- Tomica Hero: Rescue Force Explosive Movie: Rescue the Mach Train!, "Maen"

### Original video animation (OVA)
- Canary (2002), "Hoshino Mai"
- Dai Mahō-Tōge (2002), "Paya-tan"
- Pinky:st (2006), "Mei"
- Maria-sama ga Miteru OVA (2006), "Mami Yamaguchi"
- Strike Witches OVA (2007), "Francesca Lucchini"
- Murder Princess (2007), "Ana e Yuna"
- ARIA The OVA ~ARIETTA~ (2007), "Aika S. Granzchesta"
- Mahō Sensei Negima!~Shiroki Tsubasa Ala Alba~ (2008), "Anya"
- Book Girl Memoir (2010), "Inoue Konoha (giovane)"
- Fate/prototype (2011), "Reiroukan Misaya"
- Maken-ki! (2013), "Takeko Oyama"
- Senran Kagura: Estival Versus - Festival Eve Full of Swimsuits (2015), "Imu"
- Akatsuki no Yona OVA (2015-2016), "Yona"

### Original net animation (ONA)
- Double Circle (2013), "Nanoha"
- Ninja Slayer From Animation (2015), "Nancy Lee"[16]
- Koyomimonogatari (2016), "''Senjougahara Hitagi"

### Drama CD
- Nishi no Yoki Majo - Astraea Testament, "Adel Roland"
- Gosick, "Victorica de Blois"
- Shitateya Koubou ~Artelier Collection, "Uuf"
- Tokyo*Innocent, "Yuzu"
- Wild Life (manga), "Inu"
- GetBackers "TARGET B" (2003), "Rena Sendo"
- GetBackers "TARGET G" (2003), "Rena Sendo"
- Lucky Star (2005), "Yui Narumi"
- Saint Seiya Episode.G (2007), "Lithos Chrysalis"
- Fate/Kaleid liner Prisma Illya 2wei (2011), "Kuro"
- Akatsuki no Yona (2012), "Yona"

### Videogiochi
- Disgaea: Hour of Darkness (2003), "Jennifer"
- Nightshade (2003), "Hisui"
- Lucky Star Moe Drill (2005), "Yui Narumi"
- White Princess the Second (2005), "Rena"
- Brave Story: New Traveler (2006), "Meena"
- Summon Night 4 (2006), "Syaome"
- Luminous Arc (2007), "Mel"
- Soul Nomad & the World Eaters (2007), "Danette"
- Persona 3 FES (2007), "Metis"
- Shining Wind (2007), "Houmei"
- Eternal Sonata (2007), "March"
- Magician's Academy (2007), "Tanarotte"
- Final Fantasy Fables: Chocobo's Dungeon (2007), "Meja"
- ARIA the ORIGINATION ~ Aoi Hoshi no El Cielo ~ (2008), "Aika S. Granzchesta"
- Disgaea 3: Absence of Justice (2008), "Raspberyl, Asagi"
- Tales of Vesperia (2008), "Patty Fleur"
- BlazBlue: Calamity Trigger (2008), "Taokaka"
- Fragile Dreams: Farewell Ruins of the Moon (2009), "Chiyo"
- Blazer Drive (2008), "Tamaki"
- Bleach: Heat the Soul 5 (2008), "Senna"
- Sacred Blaze (2009), "Shamana"
- Fullmetal Alchemist: Prince of the Dawn (2009), "Elena Fiori"
- Summon Night X: Tears Crown (2009), "Agurine"
- BlazBlue: Continuum Shift (2009), "Taokaka"
- Disgaea 2: Dark Hero Days (2009); "Raspberyl"
- Phantasy Star Portable 2 (2009), "Emilia Percival"
- Fullmetal Alchemist: Daughter of the Dusk (2009), "Elena Fiori"
- Bleach: Heat the Soul 6 (2009), "Senna"
- Phantasy Star Portable 2 (2009), "Emilia"
- Keroro RPG: Kishi to Musha to Densetsu no Kaizoku (2010), "Natsumi Hinata"
- Fate/EXTRA (2010), "Caster/Tamamo no Mae"
- Castlevania: Harmony of Despair (2010), "Maria Renard"
- Danganronpa: Trigger Happy Havoc (2010), "Aoi Asahina"
- Shining Hearts (2010), "Xiaomei"
- Disgaea 4: A Promise Unforgotten (2011), "Raspberyl"
- Rewrite (2011), "Kotori Kanbe"
- Shining Blade (2012), "Rin Rin"
- Mugen Souls (2012), "Belleria"
- Photo Kano (2012), "Nonoka Masaki"
- Super Robot Wars Z2: Rebirth Chapter (2012), "Louise Halevy"
- Rune Factory 4 (2012), "Frey"
- Bakemonogatari Portable (2012), "Hitagi Senjougahara"
- Devil Summoner: Soul Hackers (2012), "Mary"
- Sol Trigger (2012), "Fran"
- BlazBlue: Chrono Phantasma (2012), "Taokaka"
- Shining Ark (2013), "Velvet"
- Senran Kagura Shinovi Versus (2013), "Imu"
- Disgaea D2: A Brighter Darkness (2013), "Rasperyl"
- Fate/EXTRA CCC (2013), "Caster/Tamamo no Mae"
- Mugen Souls Z (2013), "Belleria"
- Etrian Odyssey Untold: The Millennium Girl (2013), "Sirka"
- Tears to Tiara II: Heir of the Overlord (2013), "Izebel"
- Akiba's Trip : Undead & Undressed (2013), "Toko Sagisaka"
- Drakengard 3 (2013), "Two"
- Granblue Fantasy (2014), "De La Fille, Guillota"
- Senran Kagura: Bon Appétit! (2014), "Imu"
- Lord of Magna: Maiden Heaven (2014), "Adelheid"
- Blade Arcus from Shining: Battle Arena (2014), "Xiaomei"
- Disgaea 5: Alliance of Vengeance (2015), "Raspberyl"
- Sword Art Online: Lost Song (2015), "Alicia Rue"
- Senran Kagura: Estival Versus (2015), "Imu"
- Return to PopoloCrois: A Story of Seasons Fairytale (2015), "Emilia"
- Fate/Grand Order (2015), "Caster/Tamamo no Mae, Chloe von Einzbern, Berserker/Tamamo Cat, Saber/Chevalier d'Eon, Rider/Boudica, Beast IV/Tamamo Vitch Koyanskaya"
- League of Legends (2015), "Orianna" (ver. giapponese)
- BlazBlue: Central Fiction (2015), "Taokaka"
- Overwatch (2016), "Sombra"
- Demon Gaze II (2016), "Muse"
- Berserk and the Band of the Hawk (2016), "Schierke"
- Fate/Extella: The Umbral Star (2016), "Caster/Tamamo no Mae"
- Danganronpa V3: Killing Harmony (2017), "Aoi Asahina"
- Tales of the Rays (2017), "Patty Fleur, Natsumi Hinata"
- Senran Kagura: Peach Beach Splash (2017), "Imu"
- Accel World Vs. Sword Art Online: Millennium Twilight (2017), "Alicia Rue"
- Azur Lane (2017), "IJN Ashigara, IJN Kongou"
- SINoALICE (2017), "Two"
- Senko no Ronde 2 (2017), "Ernula"
- Shinobi Master Senran Kagura: New Link (2017), "Imu"
- Infinite Stratos: Archetype Breaker (2017), "Tatenashi Sarashiki"[17]
- Xenoblade Chronicles 2 (2017), "Azami"
- Senran Kagura Burst Re:Newal (2018), "Imu"
- Fate/Extella Link (2018), "Caster/Tamamo no Mae"
- Dragalia Lost (2018), "Origa"
- Etrian Odyssey Nexus (2018), "Shilleka"
- Disgaea RPG (2019), "Raspberyl, Jennifer"
- Super Robot Wars T (2019), "Melissa"
- Arknights (2019), "Mayer"
- Rune Factory 4 Special (2019), "Frey"
- Death end re;Quest 2 (2020), "Mai Touyama"
- Tales of Crestoria (2020), "Patty Fleur"
- Genshin Impact (2020), "Jean"
- Disgaea 6: Defiance of Destiny (2021), "Raspberyl"
- Blue Archive (2021), "Wakamo Kosaka"
- BlazBlue Alternative: Dark War (2021), "Shiori Kirihito, Taokaka"
- Neptunia x Senran Kagura: Ninja Wars (2021), "Yoh Gamer"
- The Legend of Heroes: Trails through Daybreak (2021), "Elaine Auclair"
- Super Robot Wars 30 (2021), "Melissa"
- DNF Duel (2022), "Spectre"
- The Legend of Heroes: Trails through Daybreak II (2022), "Elaine Auclair"
- Goddess of Victory: Nikke (2022), "Dorothy"
- Disgaea 7: Vows of the Virtueless (2023), "Raspberyl"
- Fate/Samurai Remnant (2023), "Rogue Rider/Tamamo Aria''
- BlazBlue: Entropy Effect (2024), "Taokaka"
- Persona 3 Reload (2024), "Metis"
- Wuthering Waves (2024), "Changli"
- Shin Megami Tensei V: Vengeance (2024), "Yoko Hiromine"

### Film
- Bleach: Memories of Nobody (2006), "Senna"
- Brave Story (2006), "Miina"
- Chō gekijōban Keroro gunsō (2006), "Natsumi Hinata"
- Chō gekijōban Keroro gunsō 2: Shinkai no princess de arimasu! (2007), "Natsumi Hinata"
- Chō gekijōban Keroro gunsō 3: Keroro tai Keroro - Tenkū dai kessen de arimasu! (2008), "Natsumi Hinata"
- Tomica Hero: Rescue Force (2008), "Maaen (voce)"
- Book Girl (2010), "Inoue Konoha (giovane)"
- 009 RE:CYBORG (2012), "Françoise Arnoul"
- Puella Magi Madoka Magica films (2012-2013), "Homura Akemi"
- Strike Witches: The Movie (2012), "Francesca Lucchini"
- Aura: Maryūinkōga Saigo no Tatakai (2013), "Hino"
- Kuroko's Basketball The Movie: Last Game (2017), "Riko Aida"